# 롤러코스터 타이쿤 3
롤러코스터 타이쿤 3는 롤러코스터 타이쿤 2의 후속작이며 롤러코스터 타이쿤 시리즈의 세 번째 게임이다. 개발사가 마이크로프로즈 사에서 프론티어 디벨로프먼츠(Frontier Developments) 사로 바뀌었고, 크리스 소여는 개발에 참여하지 않고 감수만 하였다. 2004년 10월 26일 미국에서 출시되었다. 대한민국에서는 같은 해 11월 9일 발매되었고, 다음 해 2월 15일 한국어 패치가 배포되었다.

## 달라진 점
- 터널이 사라졌다. (속트에서 부활)
- 2차원에서 3차원으로 바뀌었다.
- 코스터캠이 추가되어 실제 놀이기구를 타는 듯한 경험을 할 수 있다.
- 광원 효과를 사용하여 시간에 따라 배경이 변함과 동시에 관람객의 행동도 변하는 변수가 추가되었다.
- 새로운 놀이기구, 테마, 상점, 수영장, 동물, 불꽃놀이들이 추가되었다.
- VIP 손님이 오게 되었다.
- 계단과 경사로 모두 사용이 가능하다.
- 손님들의 연령 및 성별이 보다 다양화되었다. (성별:남자 손님과 여자 손님, 연령:어린이, 청소년 (10대), 성인 (어른)의 3개-전작에서 남자 손님이 여자 이름을 가지는 경우가 많이 생겨났는데, 3편에서는 이런 경우가 줄어들었다.)
- 직원 교육이 가능해졌다.
- 상점들도 고장이 난다.
- 손님이 그룹 단위로 되기도 하는데, 가족 그룹은 다양한 놀이기구를, 친구들끼리의 그룹은 짜릿한 놀이기구를, 연인들끼리의 그룹은 2인승 놀이기구를 추천한다.
- 자기만의 손님을 만들고 자기만의 손님에 이름을 붙일 수 있다. (한 예로, 자기만의 손님에게 프론티어 브레인 이름을 붙이거나, 짐리더 이름을 붙인다.)
- 손님과 직원에게 감정이 생겼다.
- 안전이 생겨났다. 롤러코스터 타이쿤 1, 2 와는 달리 물에 빠져 사람들이 익사하거나 롤러코스터 사고로 인하여도 사망하지 않는다. 사람이 물에 빠질경우 구조되거나 직접 빠져 나올때까지 헤엄을 친다. 또한 롤러코스터의 경우 두개의 열차가 매우 빠른속도로 마찰 할 경우에도 롤러코스터 사고가 나지 않는다.
- 아침, 낮, 저녁, 밤의 구분이 생겨났다.
- 게임 진행속도를 위한 2배, 3배속 기능이 생겨났다.
- 1, 2와는 달리 땅의 높이를 세세하게 조절할 수 있고, 전편과는 달리 부드러운 지형을 만들 수 있다.
- 움직이는 구조물이 추가되었다.
- 롤러코스터 운행 모드가 일반모드일 때 트랙을 완성시키지 않아도 가동할 수 있다.
- 직원의 급여를 조절할 수 있다.
- 청소부의 잔디 깎기 기능이 삭제되어 꽤나 편리해졌다.
- 땅이 파여있는 곳에만 물을 넣을 수 있다.
- 재미있는 치트키가 추가되었다.
- 직원을 해고, 징계할 수 있다.
- 놀이기구마다 자신이 원하는 음악을 BGM으로 할 수 있다.
- 자신이 소유하고 있는 사진을 풍경으로 삼을 수도 있다.
- 모래 상자 모드가 생겨 났다. 이는 제한범위 내에서 무료로 놀이기구를 지을 수 있고, 주야설정이 가능하다.
- 사용자 정의 광고나 게임에서 제공하는 광고를 삽입할 수 있다.
- 롤러코스터 타이쿤 2에서의 놀이기구를 불러올수 있다.[1]

## 확장팩

### 속트
50개 이상의 새로운 놀이기구와 수영장 시설이 추가되었다. 2005년 6월 23일 한국어판이 출시되었다. 그리고 높은 수면과 낮은 수면을 이어 폭포를 만들 수 있다.

### 와일드
야생을 배경으로 한 새로운 놀이기구와 배경과 동물원 기능이 추가되었다. 또한 우리를 탈출한 동물에게 사용자가 정신 안정제를 발사하는 다트 슈팅(Dart Shooting) 기능이 추가되었다. 2005년 11월 9일 한국어판이 출시되었다.

### 컬렉션
속트와 와일드가 한팩에 있다. 롤러코스터 타이쿤 3의 마지막 확장팩이다. 2005년 12월 8일에 한국어판이 출시되었다.

## 전체 놀이기구 목록
틀:문단 정리 필요

### 롤러코스터
- 굵은 글씨는 이번 작에서 새로 나온 놀이기구이다.
- 롤러코스터에는 정원 외에 특수트랙 목록 (뱅크, 90도 뱅크, 체인동력, 경사도, S자형 커브 제외)도 따로 표기한다.

#### 철재 롤러코스터
- 루핑 롤러코스터 - 정원:차량당 4명, 특수트랙:
- 콕스크류 롤러코스터 - 정원:차량당 4명, 특수트랙:
- 틸티 롤러코스터 - 정원:차량당 4명, 특수트랙:
- 하이퍼 롤러코스터 - 정원:차량당 6명, 특수트랙:
- 레이다운 롤러코스터 - 정원:차량당 4명, 특수트랙:
- 스탠드업 롤러코스터 - 정원:차량당 4명, 특수트랙:
- 트위스터 롤러코스터 - 정원:차량당 4명, 특수트랙:
- 스탠드업 트위스터 롤러코스터 - 정원:차량당 4명, 특수트랙:
- 하이퍼 트위스터 롤러코스터 - 정원:차량당 4명, 특수트랙:
- 바닥이 없는 롤러코스터 - 정원:차량당 4명, 특수트랙:
- 수직 낙하 롤러코스터 - 정원:차량당 6명, 특수트랙:
- 파이프라인 롤러코스터 - 정원:차량당 4명, 특수트랙:
- 다차원 롤러코스터 - 정원:차량당 4명, 특수트랙:트위스터, 대소형 하프 루프, 루프, ¼루프, 대소형 나선
- 기가 롤러코스터 - 정원:차량당 4명, 특수트랙:대소형 오버 뱅크드 커브, 대소형 나선, 케이블 리프트 언덕
- 광산 열차 롤러코스터 - 정원:차량당 4명, 특수트랙:대소형 나선
- 와일드 마우스 롤러코스터 - 정원:차량당 4명, 특수트랙:
- 뒤집힌 와일드 마우스 - 정원:차량당 4명, 특수트랙:
- 스피닝 와일드 마우스 - 정원:차량당 4명, 특수트랙:
- 주니어 롤러코스터 - 정원:차량당 2명, 특수트랙:대소형 나선
- 미니 롤러코스터 - 정원:차량당 2명, 특수트랙:대소형 나선, 95도 낙하
- 나선 롤러코스터 - 정원:차량당 6명, 특수트랙:대소형 나선, 커브 있는 리프트 언덕
- 광산 놀이기구 - 정원:차량당 4명, 특수트랙:대소형 나선
- LIM 발진 롤러코스터 - 정원:차량당 4명, 특수트랙:
- 역방향 자유낙하 롤러코스터 - 정원:차량당 8명, 특수트랙:없음
- 압축 공기 동력 롤러코스터 - 정원:차량당 2명, 특수트랙:없음
- 스트라터 롤러코스터 - 정원: , 특수트랙:
- 하트라인 롤러코스터 - 정원:차량당 6명, 특수트랙:하트라인 트위스터
- 밥슬레이 - 정원:차량당 2명, 특수트랙:대소형 나선
- 알파인 롤러코스터 - 정원: , 특수트랙:
- 자이언트 플럼 - 정원:차량당 24명, 특수트랙:없음
- 하프파이프 롤러코스터 - 정원: , 특수트랙:
- 허쉬의 스톰러너 - 정원:차량당 4명, 특수트랙:
- 바다뱀 셔틀 - 정원:차량당 2명, 특수트랙:
- 터보 바이크 - 정원:차량당 2명, 특수트랙:
- 코스터볼 - 정원:차량당 8명, 특수트랙:
- 디지 드로퍼 - 정원:차량당 4명, 특수트랙:
- 드리프팅 롤러코스터 - 정원:차량당 6명, 특수트랙:
- 익스텐디드 롤러코스터 - 정원:차량당 6명, 특수트랙:
- 스플리팅 롤러코스터 - 정원: , 특수트랙:
- 로보틱 롤러코스터 - 정원:차량당 4명, 특수트랙:
- 스피닝 스틸 - 정원:차량당 4명, 특수트랙:
- 로테이팅 타워 롤러코스터 - 정원: , 특수트랙:

#### 목재 롤러코스터
- 목재 롤러코스터 - 정원:차량당 4명, 특수트랙:물 튀기기, 루프, 대소형 나선
- 목재 와일드 마인 - 정원:차량당 4명, 특수트랙:없음
- 목재 와일드 마우스 - 정원:차량당 4명, 특수트랙:없음
- 측면 마찰 롤러코스터 - 정원:차량당 4명, 특수트랙:없음
- 역방향 롤러코스터 - 정원:차량당 6명, 특수트랙:역회전 트랙
- 버지니아 릴 - 정원:차량당 4명, 특수트랙:없음
- 플라잉 턴 - 정원:차량당 6명, 특수트랙:뱅크된 S자형 커브, 대소형 나선

#### 매달린 롤러코스터
- 반전된 롤러코스터 - 정원:차량당 4명, 특수트랙:
- 플라잉 롤러코스터 - 정원:차량당 4명, 특수트랙:
- 매달린 스윙 롤러코스터 - 정원:차량당 4명, 특수트랙:
- 컴팩트 반전 롤러코스터 - 정원:차량당 4명, 특수트랙:
- 반전된 셔틀 롤러코스터 - 정원:차량당 4명, 특수트랙:
- 반전된 수직 셔틀 - 정원:차량당 4명, 특수트랙:
- 반전된 헤어핀 롤러코스터 - 정원:차량당 4명, 특수트랙:없음
- 매달린 미니 롤러코스터 - 정원:차량당 2명, 특수트랙:없음
- 매달린 미니 플라잉 롤러코스터 - 정원:차량당 1명, 특수트랙:없음
- 반전된 임펄스 롤러코스터 - 정원:차량당 4명, 특수트랙:수직 커브
- 롤러-소커 - 정원:차량당 4명, 특수트랙:물 튀기기
- 글라이더 롤러코스터 - 정원:차량당 4명, 특수트랙:
- 스카이 라이더 - 정원:차량당 4명 , 특수트랙:

#### 물 관련 롤러코스터
- 워터 롤러코스터 - 정원:차량당 6명, 특수트랙:수로
- 리버 래피드 - 정원:차량당 6명, 특수트랙:폭포, 여울, 소용돌이
- 딘지 슬라이드 - 정원:차량당 2명
- 통나무 배 - 정원:차량당 4명, 특수트랙:역회전 트랙
- 뗏목 - 정원:차량당 4명, 특수트랙:없음
- 흙탕물 투성이인 보트 - 정원:차량당 12명, 특수트랙:없음
- 급류타기 - 정원:차량당 12명, 특수트랙:

### 어린이 놀이기구
굵은 글씨는 이번 작에서 새로 나온 놀이기구이다.
- 나선형 미끄럼틀 - 정원:1명
- 회전 목마 - 정원:12명
- 찻잔 놀이기구 - 정원:18명
- 플라운더링 페리 - 정원:16명
- 버펄로 로터리 - 정원:12명
- 몬스터 라이드 - 정원:12명
- 스네이크 헬터 스켈터 - 정원:1명
- 오딧세이 놀이기구 - 정원:16명
- 리스의 땅콩버터 컵 - 정원:18명
- 다이노서 고 어라운드 - 정원:24명

### 스릴 놀이기구
굵은 글씨는 이번 작에서 새로 나온 놀이기구이다.
- 모션 시뮬레이터 - 정원:8명
- 트위스터 - 정원:18명
- 의자 그네 - 정원:36명
- 그라비트론 - 정원:26명
- 로터 - 정원:10명
- 엔터프라이즈 - 정원:16명
- 라운드업 놀이기구 - 정원:24명
- 스카이 휠 - 정원:32명
- 지퍼 - 정원:32명
- 탑 스핀 - 정원:20명
- 팽이 돌리기 - 정원:24명
- 나르는 양탄자 - 정원:12명
- 스윙 인버터 쉽 - 정원:18명
- 더블 스윙 인버터 - 정원:24명
- 레볼루션 - 정원:32명
- 발사된 자유낙하 - 정원:16명
- 로토 드롭 - 정원:16명
- 스카이 슬링 - 정원:6명
- 버킹 불 - 정원:4명
- 로토베이터 - 정원:10명
- 랏소 - 정원:24명
- TNT 볼텍스 - 정원:32명
- 마인 드롭 라이드 - 정원:16명
- 교수대 그네 - 정원:12명
- 스파이더 팽이 돌리기 - 정원:24명
- 해적선 - 정원:16명
- 피닉스 트위스터 - 정원:28명
- 카오스 - 정원:36명
- 에일러론 - 정원:
- 파운딩 서프 - 정원:44명
- 파워 보트 - 정원:12명
- 옥토퍼스 - 정원:32명
- 디스코 - 정원:24명
- 디스커스 - 정원:50명
- 더블 스카이휠 - 정원:
- 립 타이드 - 정원:
- 자이레이터 - 정원:32명
- 자이언트 슬라이드 - 정원:
- 스핀 닥터 - 정원:8명
- 스카이 스윙 - 정원:6명
- 낙하산 드롭 - 정원:24명
- 반 스토머 - 정원:
- 스카이 스왓 - 정원:48명
- 클로 오브 둠 - 정원:48명
- 인새니티 - 정원:40명
- 룹 더 룹 - 정원:6명
- 룹 오 플레인 - 정원:8명
- 롤 오 플레인 - 정원:8명
- 메테오라이트 - 정원:20명
- 타가다 - 정원:18명
- 썬더 밥 - 정원:36명
- 휠링 더비쉬 - 정원:24명
- 토플 타워 - 정원:40명
- 트윌러 - 정원:24명
- 로봇 암 - 정원:2명
- 탑 스타 - 정원:40명

### 물 놀이기구
굵은 글씨는 이번 작에서 새로 나온 놀이기구이다.
- 노 젓는 보트 - 정원:보트당 2명
- 스완 보트 - 정원:보트당 4명
- 카누 - 정원:보트당 2명
- 수중 세발자전거 - 정원:
- 범퍼 보트 - 정원:
- 제트 스키 - 정원:
- 미니 잠수함 - 정원:
- 윈드서퍼 - 정원:보트당 1명

### 완만한 놀이기구
굵은 글씨는 이번 작에서 새로 나온 것이고, 울타리 미로는 사라졌다.
- 서커스 - 정원:30명
- 비틀린 집 - 정원:
- 3D 시네마 - 정원:12명
- 가라 오키 콘서트 - 정원:40명
- 트램폴린 - 정원:4명
- 닷지엠 - 정원:12명
- 회전 전망대 - 정원:32명
- 크레이지 골프 - 정원:무제한
- 서부시대 쇼 - 정원:40명
- 웨스턴 휠 - 정원:
- 거울 미로 - 정원:12명
- 스푸키 휠 - 정원:
- 유령의 집 - 정원:32명
- 플라네타륨 - 정원:12명
- 스페이스 아케이드 - 정원:12명
- 레이저 배틀 - 정원:12명
- 스페이스 링 - 정원:4명
- 돌고래 쇼 - 정원:40명
- 범고래 쇼 - 정원:40명
- 수족관 - 정원:무제한
- 자이언트 페리스 휠 - 정원:144명
- 하우스 오브 펀 - 정원:10명
- 사자 쇼 - 정원:40명
- 호랑이 쇼 - 정원:40명
- 야행성 동물의 집 - 정원:무제한
- 양서류&파충류의 집 - 정원:무제한
- 곤충의 집 - 정원:무제한

### 운송 놀이기구
- 의자식 리프트 - 정원:차량당 2명
- 엘리베이터 - 정원: 10명
- 미니 철도 - 정원:
- 모노레일 - 정원:
- 매달린 모노레일 열차 - 정원:
- 트램 - 정원:
- 에어 보트 - 정원:보트당 9명
- 외륜 증기선 - 정원:
- 호버크래프트 - 정원:
- 사파리 기차 - 정원:
- 사파리 지프 - 정원:차량당 6명
- 코끼리 이동수단 - 정원:코끼리당 4명

### 기타 놀이기구
이곳에서의 '정원'은 차량당 정원을 뜻한다.
- 전망대 - 정원:20명
- 이층 전망대 - 정원:
- 고 카트 - 정원:1명
- 차량 - 정원:2명
- 골동품 자동차 - 정원:2명
- 체셔 캣츠 - 정원:4명
- 몬스터 트럭 - 정원:2명
- 유령 열차 - 정원:
- 유령 호텔 - 정원:
- 오토바이 경주 - 정원:1명
- 스티플 체이스 - 정원:1명
- 비누상자 더비 레이서 - 정원:1명
- 삐그덕거리는 자전거 - 정원:1명
- 미니 헬리콥터 - 정원:
- 허쉬의 키싱타워 - 정원:
- 쿼드 바이크 - 정원:1명

### 슬라이드
이곳에서의 정원은 차량당 정원을 뜻한다.
- 아쿠아 블래스터 슬라이드 - 정원:2명, 특수트랙:소형 오버 뱅크드 커브, 대소형 나선
- 보디 슬라이드 - 정원:1명
- H2O 슬라이드 보울 - 정원:1명
- 인플래터블 십 - 정원:무제한
- 레이지 리버 - 정원:무제한
- 링/뗏목 슬라이드 - 정원:4명

### 동물들
- 낙타 - 임신 기간:13개월
- 말 - 임신 기간:11개월
- 캥거루 - 임신 기간:8개월
- 가젤 - 임신 기간:6개월
- 기린 - 임신 기간:14개월
- 사자 - 임신 기간:4개월
- 표범 - 임신 기간:3개월
- 흑표범 - 임신 기간:3개월
- 호랑이 - 임신 기간:4개월
- 불곰 - 임신 기간:18개월
- 북극곰 - 임신 기간:7개월
- 침팬지 - 임신 기간:8개월
- 오랑우탄 - 임신 기간:9개월
- 맨드릴 - 임신 기간:6개월
- 판다 - 임신 기간:36개월
- 코끼리 - 임신 기간:21개월
- 하마 - 임신 기간:8개월
- 고릴라 - 임신 기간:9개월
- 코뿔소 - 임신 기간:16개월
- 타조 - 임신 기간:1개월
- 얼룩말 - 임신 기간:13개월

## 새로운 놀이기구

### 오리지널
기존 롤러코스터 타이쿤 2의 놀이기구+
- 틸팅 롤러코스터
- 서부시대쇼
- 스카이휠
- 지퍼
- 가라오키콘서트
- 티컵라이드
- 트램폴린
- 무중력트램폴린
- 파이프라인 롤러코스터
- 스트라터롤러코스터
- 플라운더링페리
- 버펄로 로터리
- 몬스터 라이드
- 스네이크헬터스켈터
- 오딧세이 놀이기구
- 라운드업 놀이기구
- 의자그네
- 레볼루션
- 버킹불
- 그라비트론
- 로터
- 로토베이터
- TNT 볼텍스
- 마인 리프트
- 교수대 그네
- 팽이돌리기
- 스파이더 팽이돌리기
- 피닉스 트위스터
- 거울미로
- 웨스턴휠
- 스푸키휠
- 거울미로
- 플라네타륨
- 스페이스 아케이드
- 레이저배틀

### 속트
- 오리지널 놀이기구+
- 글라이더 코스터
- 급류타기
- 롤러소커
- 바다뱀셔틀
- 스카이 라이더
- 알파인 코스터
- 자이언트 후룸
- 터보 바이크
- 허쉬의 스톰러너
- 하프파이프 코스터
- 리스의 땅콩버터 컵
- 윈드서퍼
- 돌고래 쇼
- 범고래 쇼
- 수족관
- 디스코
- 디스커스
- 립 타이드
- 스카이 스윙 (서울랜드의 스카이 X와 같은 종류)
- 스핀 닥터
- 파운딩 서프
- 허쉬의 키싱타워
- 레이지 리버
- 바디 슬라이드
- H20 슬라이드 보울
- 아쿠아 블래스터 슬라이드
- 링/래프트 슬라이드
- 수영장 시설

### 와일드
- 오리지널/속트의 놀이기구+
- 드리프팅 코스터
- 디지 드로퍼
- 로봇 코스터
- 로테이팅 타워 코스터
- 스플릿 코스터
- 스피닝 스틸
- 익스텐디드 코스터
- 코스터 볼
- 타워링 코스터
- 로봇 암
- 루프 오 루프
- 메테오라이트 (롯데월드의 자이언트 루프와 같은 종류)
- 반 스토머
- 스카이 스왓
- 타가다
- 토플 타워
- 곤충의 집
- 사자 쇼
- 야행성 동물의 집
- 자이언트 페리스 힐
- 펀 하우스
- 호랑이 쇼
- 사파리 기차
- 동물원 시설

## 평가
| 평가 |                          |
| --- | ------------------------ |
| 통합 점수 통합사 점수 게임랭킹스 (PC) 84% [ 2 ] 메타크리틱 (PC) 81/100 [ 3 ] (iOS) 80/100 [ 4 ] 평론 점수 평론사 점수 1UP.com A [ 5 ] CGW [ 6 ] 게임 인포머 8.75 out of 10 [ 7 ] 게임스팟 7.8 [ 8 ] 게임스파이 3/5 [ 9 ] IGN 8.5/10 [ 10 ] PC 존 79/100 [ 11 ] TouchArcade (iOS) [ 12 ] |                          |
| 통합 점수 |                          |
| 통합사 | 점수                     |
| 게임랭킹스 | (PC) 84%                 |
| 메타크리틱 | (PC) 81/100 (iOS) 80/100 |
| 평론 점수 |                          |
| 평론사 | 점수                     |
| 1UP.com | A                        |
| CGW | [ 6 ]                    |
| 게임 인포머 | 8.75 out of 10           |
| 게임스팟 | 7.8                      |
| 게임스파이 | 3/5                      |
| IGN | 8.5/10                   |
| PC 존 | 79/100                   |
| TouchArcade | (iOS)                    |